# NGC 4578
NGC 4578 је лентикуларна галаксија у сазвежђу Девица која се налази на NGC листи објеката дубоког неба.
Деклинација објекта је + 9° 33' 20" а ректасцензија 12h 37m 30,6s. Привидна величина (магнитуда) објекта NGC 4578 износи 11,2 а фотографска магнитуда 12,2. Налази се на удаљености од 17,525 милиона парсека од Сунца. NGC 4578 је још познат и под ознакама UGC 7793, MCG 2-32-159, CGCG 70-195, VCC 1720, PGC 42149.